# Wernberg
Wernberg (tiếng Slovenia Skočidol) là một đô thị thuộc huyện Villach-Land trong bang Kärnten trong nước Áo. Đô thị Wernberg có diện tích 26,42 km², dân số thời điểm năm 2001 là 4837 người.

## Các đô thị giáp ranh
|         | Ossiach |        |
| Villach |         | Velden |
|         | Villach |        |